# Леусенко Іван Михайлович
Іван Михайлович Леусенко (нар. 21 січня 1917 (нині — Липоводолинський район Сумської області) — пом. 1 жовтня 1970, Чернівці, Українська РСР, СРСР) — полковник Радянської армії, учасник німецько-радянської війни, Герой Радянського Союзу (1943).

## Біографія
Іван Леусенко народився 21 січня 1917 року у селі Великий Ліс (тепер — Липоводолинський район Сумської області). Після закінчення семи класів школи і робітфаку проживав і працював в Азові. В 1938—1939 роках проходив службу в Робітничо-селянській Червоній армії. В 1940 році Леусенко повторно був призваний в армію. В 1941 році він закінчив Одеське піхотне училище і курси «Постріл». З червня того ж року-на фронтах німецько-радянської війни.
До вересня 1943 року підполковник Іван Леусенко командував 78-м стрілецьким полком 74-ї стрілецької дивізії 13-ї армії Центрального фронту. Відзначився під час битви за Дніпро. Під його керівництвом полк успішно переправився через Десну, Прип'ять і Дніпро в районі села Комарин Брагінського району Гомельської області Білоруської РСР, захопив і втримав плацдарм на його західному березі. Дії полку сприяли успішній переправі всієї дивізії.

## Нагороди
Указом Президії Верховної Ради СРСР від 16 жовтня 1943 року за " вміле керівництво бойовими діями підрозділів, мужність і відвагу, виявлені при форсуванні Дніпра " підполковник Іван Леусенко був удостоєний високого звання Героя Радянського Союзу з врученням ордена Леніна і медалі «Золота Зірка» за номером 2061.
Після закінчення війни Леусенко продовжив службу в Радянській армії. В 1950 році він закінчив Військову академію імені Фрунзе. У листопаді 1955 року у званні полковника Леусенко був звільнений у запас. Проживав і працював у Чернівцях. Помер 10 жовтня 1970 року, похований на руському кладовищі Чернівців.
Був також нагороджений орденами Червоного Прапора, Суворова 3-го ступеня, Вітчизняної війни 1-го ступеня і Червоної зірки, багато медалей.

## Примітка
1. 1 2 3 4 5  Леусенко Іван Михайлович (рос.). // Сайт «Герои страны».